# 李嵩 (国军将领)
李嵩（1908年8月9日—1951年12月），字快仙，湖南安化人。国民革命军高级将领。

## 生平
出身于一个由贫农上升为小康家庭。1926年，李嵩中学毕业，家里无力继续供其读大学。李嵩不顾父亲强烈反对，1926年9月考入黄埔军校第6期入伍生队。
1929年6月军校毕业时恰好国民政府警卫团扩为警卫第一旅（旅长兼南京警备司令俞济时），任该旅第3团（团长冯圣法）少尉排长。从此，与俞济时、冯圣法两位上峰结成了一生的历史渊源。1930年1月，警卫旅扩为警卫司令部，下辖两个旅，俞济时任警卫司令兼第一旅旅长，李在第1团（团长冯圣法）任第1营中尉连附。1930年12月警卫司令部与教导第一师合编为警卫师，师长冯轶斐，副师长俞濟時兼第1旅旅长，李任第1团（团长张世希）第1营上尉连长。1931年3月，警卫师扩编为警卫军，军长兼警卫第一师师长冯轶斐，警卫第二师师长俞濟時。李任警卫第2师第3旅（旅长杨步飞）第5团（团长张世希）第1营上尉营附。1931年底警卫军番号撤销，警卫第一师改为第87师，警卫第二师改为第88师，师长俞濟時，李任第88师第262旅（旅长杨步飞）第523团（团长冯圣法）第1营上尉营附。
1933年1月俞济时任浙江省保安处长，组建了7个保安团，骨干军官均为黄埔生。1933年4月李调任浙江省保安补充第2团（团长高致嵩）少校团附。1934年3月任浙江省保安补充第2团第3营中校营长。1934年2月俞济时率保安第2、6、7、8团开赴赣东北，围剿方志敏、寻淮洲等领导的红军北上抗日先遣队。1935年7月俞济时被任命第五十八师中将师长不久，将其原属三个浙江保安团调湖北宜昌、沙市一带，与第五十八师并编，李任第174旅（旅长张镜明）第348团（团长徐心同）第1营中校营长。
抗战爆发后，1937年9月1日在浙江由王耀武第51师（辖周志道151旅、李天霞153旅）和俞济时第58师（辖吴继光174旅、邱维达172旅）合编组建第74军，俞济时任74军军长。1937年11月李升任第58师（师长冯圣法）第174旅（旅长朱奇）第348团上校团长。南京失陷后，李嵩的部队被歼殆尽，李嵩死里逃生。1938年4月，李嵩任经补充重建的第347团上校团长。1939年9月第58师缩编为三团制，第347团改称第174团，李嵩仍任团长，之后于1939年9月参加了第一次长沙会战。1940年2月李任第58师上校步兵指挥官，不久军长王耀武将第51师步兵指挥官张灵甫调升第五十八师副师长，在俞济时、冯圣法旧部中“掺沙子”。1942年10月，第五十八师师长廖龄奇因“临阵脱逃”被枪决后，张灵甫接任师长。1944年3月王耀武升任辖第七十三、第七十四、第一百军的第二十四集团军总司令后，李嵩于1944年4月升任第100军第19师（师长唐伯寅）少将副师长。
1946年1月，随第100军以“受降”名义进至江苏泰州一带请教新四军，副师长李嵩被控“杀害中共江都县委机关干部，破坏了该地区的基层人民政权”，率部在青龙一带“清查户口”时，下令将查出的三女两男共五名共党活埋。1946年5月，第100军第19师被整编为整编第83师第19旅，李嵩任第19旅副旅长。1946年7月，粟裕部发起“苏中战役”，该旅被歼。李嵩得知冯圣法被任命为东北交通警察总局局长，于是回到老上峰麾下，于1946年9月出任吉林铁路警务处“简任四级”(相当于少将)处长。带着一批原第19师旧属，组建了辖三个警务段(相当于团)、三个独立大队(相当于独立营)编制四千人的“护路”武装。1946年10月所部改编为吉林铁路交警总队，改任少将总队长。1947年上半年，“国防部二六○组”组长冷克被军统派到暂编五十二师配备电台遂行监视任务，到职未久，便将师长刘伯中在1947年4月其塔木战斗中对所属陈团被围坐视不救，在该团被歼灭后又“借机侵吞全团粮饷达两个月”，并且“枉杀士兵多名”等罪状电报南京，使刘伯中被“撤职押办”（借其胞兄刘咏尧时任国防部军职人事司长兼参谋次长之便，调国防部任少将部员，后调徐州剿总任中将副参谋长，未到职）。1947年11月所部编并了暂编第52师，任少将师长，其中原东北保安杂牌部队的暂52师缩编为第一团，吉林铁路警务处部队改编为第二团和第三团。1948年由于患有严重的胃病和肺病，并对军事前途失去信心，李嵩“请长假”辞官返乡。郑洞国极力挽留，李嵩只获得两个月医病的短假。1948年10月17日在吉林长春被第60军军长曾泽生扣押胁迫起义后，先后入哈尔滨解放军官教导团、佳木斯解放军官教导大队、东北军区政治部抚顺解放军官教导团。由于暂编第52师起义后被成建制地改编为人民解放军，开展了轰轰烈烈的控诉运动，李嵩任师长时的血债被彻底揭发控诉，较之其他被俘后所属部队消亡的国民党高级将领更易控罪，而且李嵩是军统的交通警察部队出身。1951年11月8日被东北军区军法处判处死刑。处刑前于同年12月病逝。
经反复慎重的调查审理，1986年11月17日，沈阳军区军事法院作出再审判决：“一、撤销原东北军区军法处一九五一年十一月八日对李嵩的判决。二、对李嵩以起义投诚人员对待。”

## 親屬
妻子：蔡凤仪